# Irmgard Waßmann
Irmgard Waßmann (* 4. Februar 1926 in Hamburg; gebürtige Wesemann; † 10. September 2010 ebenda) war eine deutsche Puppenspielerin, Hörspielsprecherin und Musikerin.

## Leben
Im Dezember 1945 begegnete sie 19-jährig Max Jacob, dem Leiter der Hohnsteiner Puppenspiele, und fasste den Entschluss, selbst Puppenspielerin zu werden. Jacob engagierte die passionierte Akkordeonspielerin als „Kraft für Musik und Donnerblech“, gleichzeitig lehrte er sie die Kunst der Puppenführung.
In diese Nachkriegsjahre fallen Aufführungen der Bühne Jacobs u. a. in Kriegsgefangenenlagern, Internierungslagern, Erholungsheimen für ehemalige KZ-Insassen und Waisenhäusern. Die dortigen Begegnungen prägten das Leben der jungen Künstlerin.
1949 wechselte Wesemann zur norddeutschen Spielgruppe der längst deutschlandweit bekannt gewordenen Hohnsteiner unter der Leitung von Friedrich Arndt. Gemeinsam mit dem Puppenspieler Claus Gräwe gehörte sie zu Arndts erstem Ensemble und spielte sowohl für Kinder als auch für Erwachsene. Zur Arbeit dieser Spielgruppe gehörten auch Aufführungen auf norddeutschem Platt, was Wesemann – obgleich in Hamburg geboren – erst wie eine Fremdsprache erlernen musste.
Etwa zehn Jahre blieb Irmgard Wesemann bei Friedrich Arndt, bis sie aus dem Ensemble „weggeheiratet“ wurde und sich fortan Waßmann nannte.
Zusammen mit Friedrich Arndt, Wolfgang Buresch und Rudolf Fischer gehörte Waßmann darüber hinaus zu den Sprechern der bekannten Hohnsteiner-Kasper-Hörspiele; zu einigen dieser Platten komponierte sie auch die Musik und Lieder.
Außerdem wirkte sie an einer Reihe von Arndts Fernsehfilmen mit.

## Hörspiele (Auswahl)
In der Reihe „Der Hohnsteiner Kasper“ (aktuell bei Deutsche Grammophon) sind unter anderem mit Irmgard Waßmann erschienen:
Folge 1:
- Kasper wird König (mit Max Jacob als Kasper-Sprecher)
- Der Bär geht spazieren
- Die Bimmelbahn
- Die neugierige Prinzessin

Folge 2:
- Die geheimnisvolle Kaffeemühle
- Der Spaß mit dem Riesen
- Das ängstliche Gespenst
- Das Wettzaubern

Folge 3:
- Eine abenteuerliche Luftreise
- Der grüne Luftballon (Max Jacob: Wachtmeister)
- Das Teufelskarussell
- Das seltsame Murmeltier (ohne Waßmann, Max Jacob: Zauberer)

Folge 4:
- Das fliegende Haus (Waßmann auch als Komponistin)

Folge 5:
- Die Lügenbrücke
- Kasper fängt die Seeräuber
- Kummer mit der Kuckucksuhr
- (Kasper und Seppel bei den Indianern ohne Waßmann)

Folge 6:
- Ein Sach Datteln
- Die verhexte Kegelkugel (Max Jacob: Mann im Mond)
- Der Schatz des Wassermanns
- Aufregender Besuch (Max Jacob: Räuber)

Folge 7:
- Der Glücksvogel (mit Max Jacob als Kasper-Sprecher)
- Der Rabenprinz
- Das Regenrätselraten (Max Jacob: Klingelmann)
- Froh zu sein bedarf es wenig

Folge 8:
- Der Butzemann im Sack
- Bummelphilipp

Folge 9:
- Das Honigkuchenpferd

Folge 10:
- Ein Hund kauft ein

(Soweit nicht anders angegeben: Friedrich Arndt in der Rolle des Kaspers)